# Grimsta
Grimsta is een plaats in de gemeente Nynäshamn in het landschap Södermanland en de provincie Stockholms län in Zweden. De plaats heeft 58 inwoners (2020) en een oppervlakte van 16 hectare.